# Sân bay Varkaus
Sân bay Varkaus (IATA: VRK, ICAO: EFVR) là một sân bay ở Joroinen phục vụ Varkaus, Phần Lan, 16 km về phía nam Varkaus.

## Hãng hàng không và tuyến bay
| Hãng hàng không                 | Các điểm đến |
| ------------------------------- | ------------ |
| Flybe vận hành bởi Flybe Nordic | Helsinki     |